# 에라이 죄메르트
에라이 에르빈 죄메르트(튀르키예어: Eray Ervin Cömert, 1998년 2월 4일 ~ )는 스위스의 축구 선수로 포지션은 수비수이다. 현재 프랑스 리그 1의 낭트에서 활약하고 있다.